# Kacper Minuczyc
Kacper Minuczyc (* 22. April 2008) ist ein polnischer Fußballspieler. Er spielt als offensiver Mittelfeldspieler für den polnischen Erstligisten Korona Kielce.

## Karriere

### Verein
Kacper Minuczyc wechselte am 7. Juli 2025 zu Korona Kielce. Sein Vertrag läuft bis zum 30. Juni 2026. Seine Hauptposition ist das offensive Mittelfeld, er kann aber auch auf den Flügeln eingesetzt werden. In der Saison 2025/26 kam er bisher in zwei Ligaspielen für die erste Mannschaft zum Einsatz.

### Nationalmannschaft
Minuczyc ist polnischer Junioren-Nationalspieler. Er bestritt zwei Spiele für die polnische U-15-Nationalmannschaft im Jahr 2023. Am 31. Januar 2023 wurde er in einem Freundschaftsspiel gegen Spanien in der 68. Minute eingewechselt. Zwei Tage später, am 2. Februar 2023, stand er ebenfalls gegen Spanien in der Startelf.